# S.O.S Educação Profissional
S.O.S Educação Profissional é uma franquia brasileira de cursos livres em diversas áreas, que atualmente atua em todo o Brasil..

## História
O Grupo S.O.S foi fundado na cidade de São Paulo em 1983, vendendo Softwares, Computadores e ministrando aulas de informática, daí vem o nome S.O.S Computadores. 
Depois de uns anos, S.O.S deixava de comercializar micros e softwares e tornava-se especialista em cursos de informática. Em 1990 a rede possuía 3 unidades S.O.S em São Paulo. Em 1995 expandiu para Rio de Janeiro, Salvador e Minas Gerais. E em 2001 ja estava em muitas partes do Nordeste, Centro Oeste e Sudeste.